# Louis Le Breton

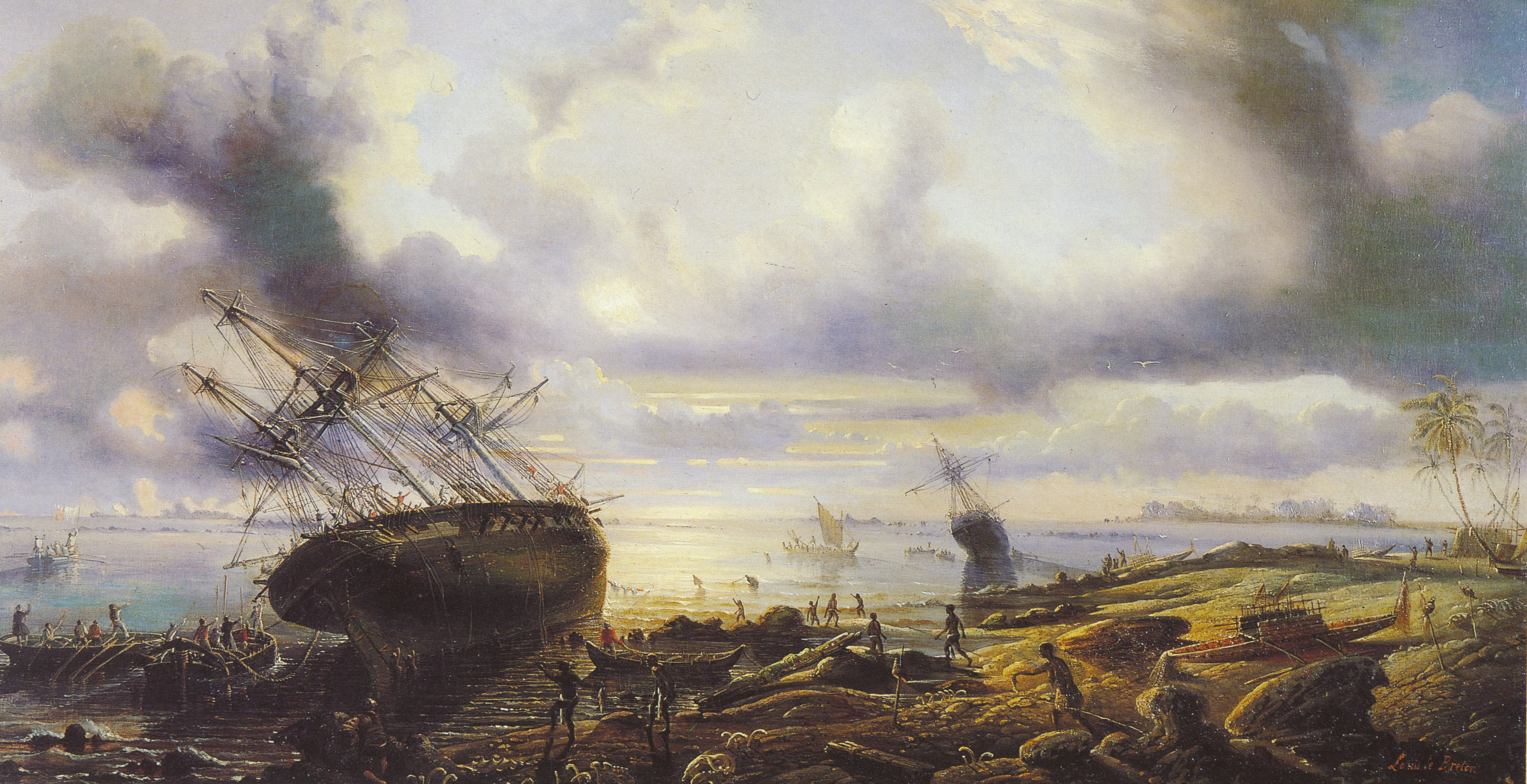
Astrolabe und Zélée, 1838, gestrandet in der Torres Strait zwischen Australien und Neuguinea

Louis Le Breton (* 15. Januar 1818 in Douarnenez, Frankreich; † 30. August 1866 in Paris) war ein französischer Mediziner und Maler.

## Biographie
Aus einer Familie von Ärzten stammend, studierte Le Breton zunächst an der Hochschule von Quimper im Nordwesten Frankreichs ebenfalls Medizin. Am 1. März 1836 trat er in die medizinische Fakultät der Marine in Brest ein und schloss sein Studium dort am 8. Juni 1837 als Marinechirurg 3. Klasse ab.
In der Folge wurde Le Breton von Jules Dumont d’Urville, einem entfernten Cousin seines Vaters, als Assistenzarzt für dessen geplante Weltumsegelung auf sein Schiff, die L'Astrolabe, berufen. Die Reise begann am 7. September 1837. Als begabter Zeichner absolvierte er in den ersten Monaten der Expedition eine Ausbildung zum Maler bei Ernest Goupil, dem offiziellen Maler der Expedition. Ab 1838 häuften sich unter den Besatzungen der Schiffe die Todesfälle aufgrund der Ruhr und Goupil starb am 4. Januar 1840 in Hobart, Australien. Inzwischen war Dumont d'Urville auf das Talent von Le Breton aufmerksam geworden und beauftragte ihn, ebenfalls als Zeichner der Expedition tätig zu werden. Bereits am 11. November 1838 schrieb er dazu:

« Sur la Zélée, M. Goupil emplit ses cartons de tableaux précieux, et sur l'Astrolabe, le jeune chirurgien Le Breton, qui a un talent remarquable dans ce genre, exécute aussi à ma demande des dessins charmants. »

„Auf der Zélée füllte Herr Goupil seine Kisten mit kostbaren Gemälden, und auf der Astrolabe fertigte der junge Chirurg Le Breton, der ein bemerkenswertes Talent in diesem Genre hat, auf meine Bitte hin auch bezaubernde Zeichnungen an.“

Nach seiner Rückkehr von dieser Weltumsegelung im November 1840 wurde Le Breton zum Ritter der Ehrenlegion ernannt.
Am 22. April 1841 erhielt Le Breton durch Dumont d'Urville seine Kommandierung nach Paris und zur Mitarbeit an dem Atlas pittoresque du Voyage au Pôle Sud, der graphischen Dokumentation der Expedition, von Victor Guy Duperré, dem Minister für Marine und Kolonien. Er erhielt daraufhin eine Anstellung im Dépôt des cartes et plans de la Marine.
Im April 1844 schiffte er sich dann wieder als Chirurg an Bord der Berceau ein, kehrte aber im Januar 1846 aus gesundheitlichen Gründen nach Frankreich zurück. Ab 1847 widmete sich Le Breton ausschließlich der Malerei für die französische Marine und trat am 10. März 1848 erneut als Zeichner in das Dépôt des cartes et plans de la Marine ein.
Le Breton starb 1866 in Paris an Cholera. In einem Nachruf in der Zeitschrift L'Illustration hieß es: „L'Illustration hat gerade einen seiner fleißigsten Zeichner verloren: Louis LeBreton. Le Breton war einer der wenigen Künstler, die sich um die Marine kümmerten, die er gut kannte, und als solcher leistete er den Publikationen, mit denen er verbunden war, große Dienste.“

## Werk
Das Werk Le Bretons bestand zunächst aus den Aquarellen, die er auf der Weltumsegelung unter Dumont D'Urville angefertigt hatte. Diese waren allerdings nach seiner Rückkehr in den Händen der Marinebehörden in Toulon. In der Folge bemühte er sich um die Rückgabe der Bilder, war aber nur bedingt erfolgreich, sodass er in den Pariser Salons von 1841, 1842 und 1849 nur wenige Werke zum Verkauf ausstellen konnte, die dazu auch von der Kritik nicht wohlwollend aufgenommen wurden.
Sein Talent als Zeichner und seine Kenntnisse Ozeaniens und der Antarktis wurden allerdings nach seiner Rückkehr in illustrierten Zeitschriften hoch geschätzt, so etwa 1841 vom Magasin Pittoresque und ab 1843 von L'Illustration. Hierbei verarbeitete er zunächst seine Reiseerinnerungen in farbigen und monochromen Lithographien und weitete seine Tätigkeit dann auf die Anfertigung von Landschaftsbildern und exotischen Szenen aus. Letztlich fertigte er Illustrationen zu allen maritimen Nachrichten an, so etwa zu nautischen Erfindungen, neuen Schiffen, Katastrophen auf See und bewaffneten Marineeinsätzen. Weiterhin fertigte er Plakate, darunter auch Werbeplakate, an.
Ein Bestand von 79 seiner Werke ist auf Gallica, der digitalen Bibliothek der Französischen Nationalbibliothek, verfügbar. Im Inventarvermerk heißt es dazu: „Er vervielfachte monochrome Lithographien und Chromolithographien von Seestücken, Schiffen und Landschaften von Meeren und Häfen und arbeitete an den vielen veröffentlichten Suiten über orientalische Angelegenheiten mit.“

## Galerie

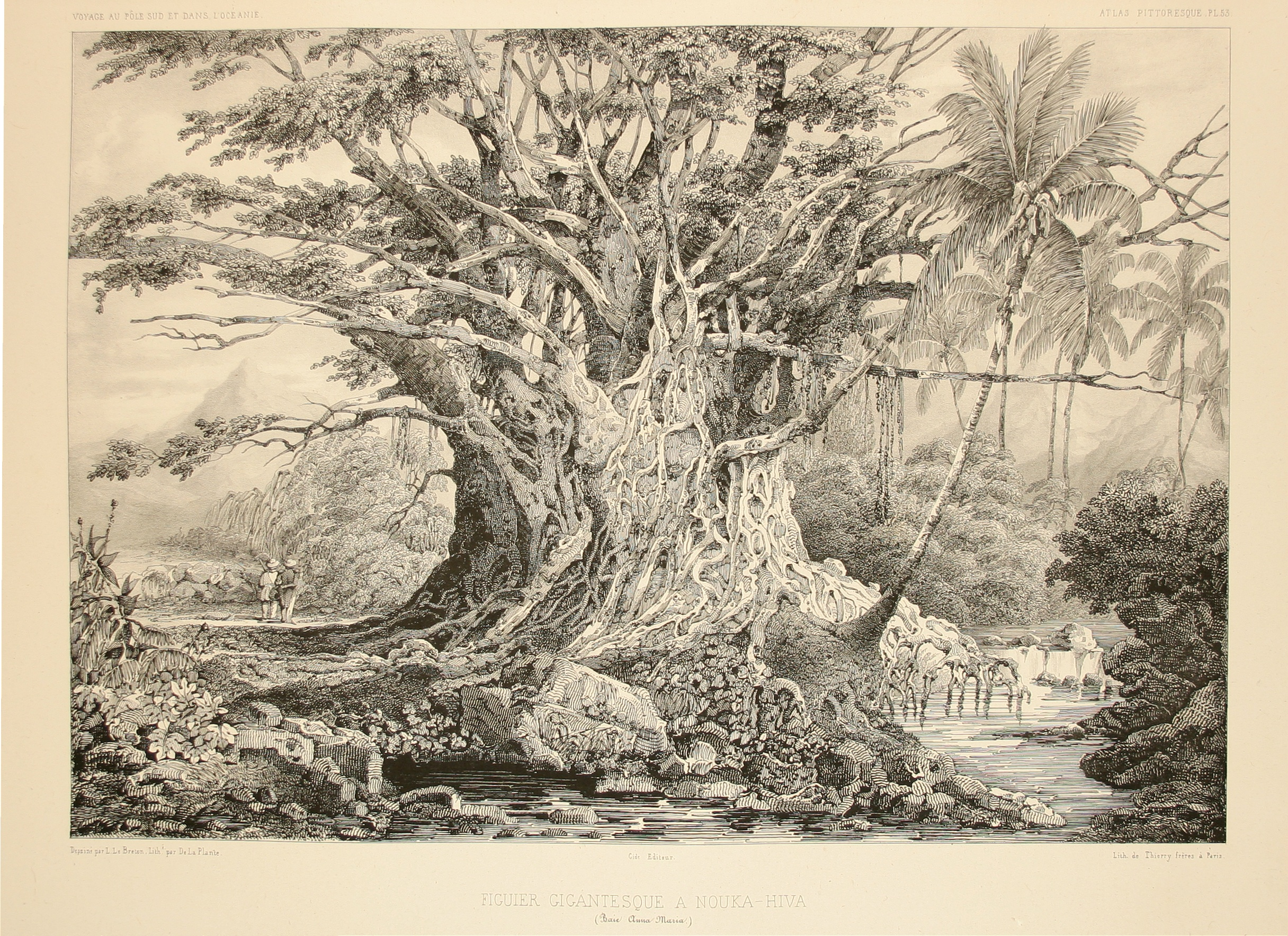
Feigenbaum in Nuku Hiva.
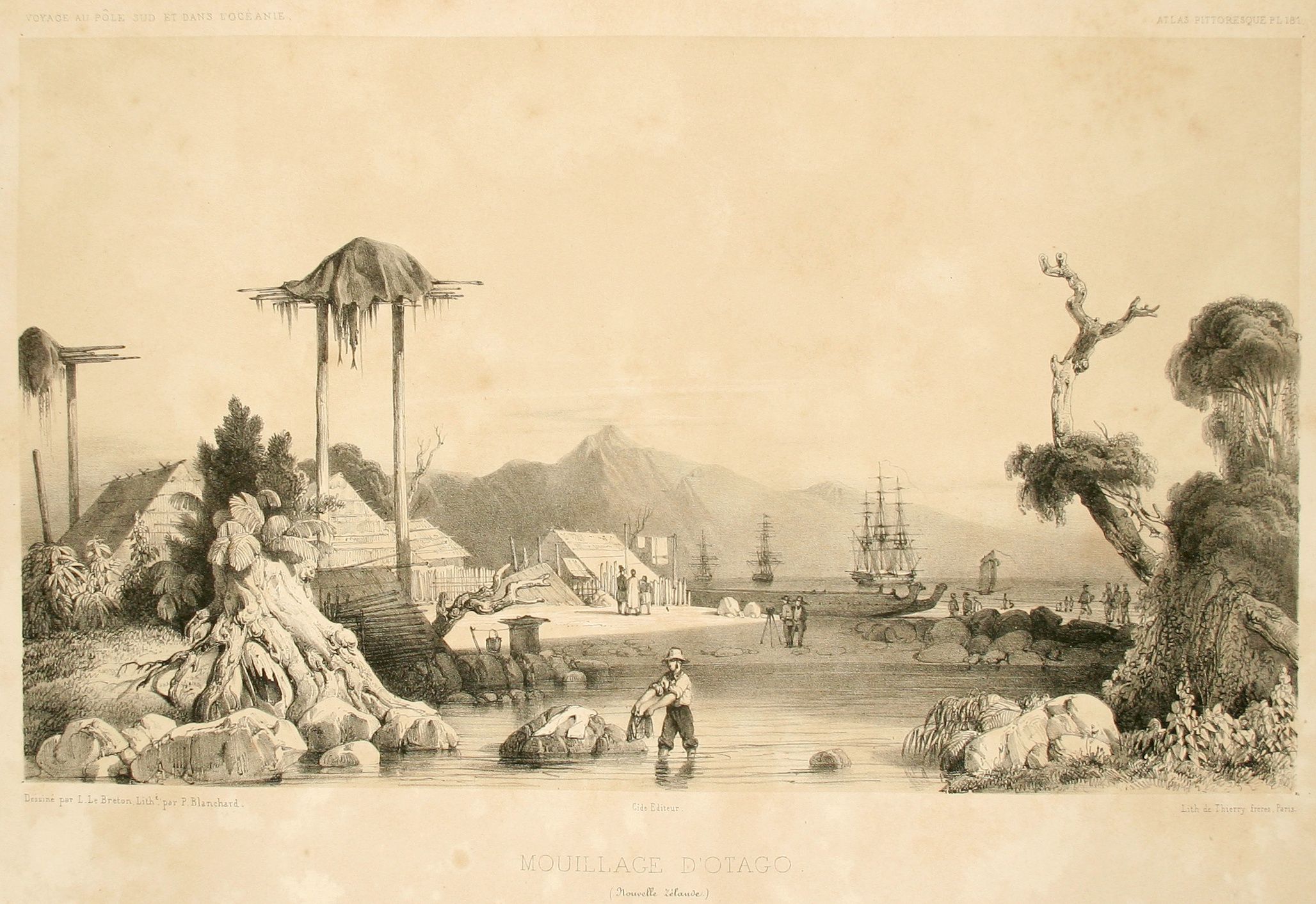
Ankerplatz am Otago Harbour, Neuseeland.
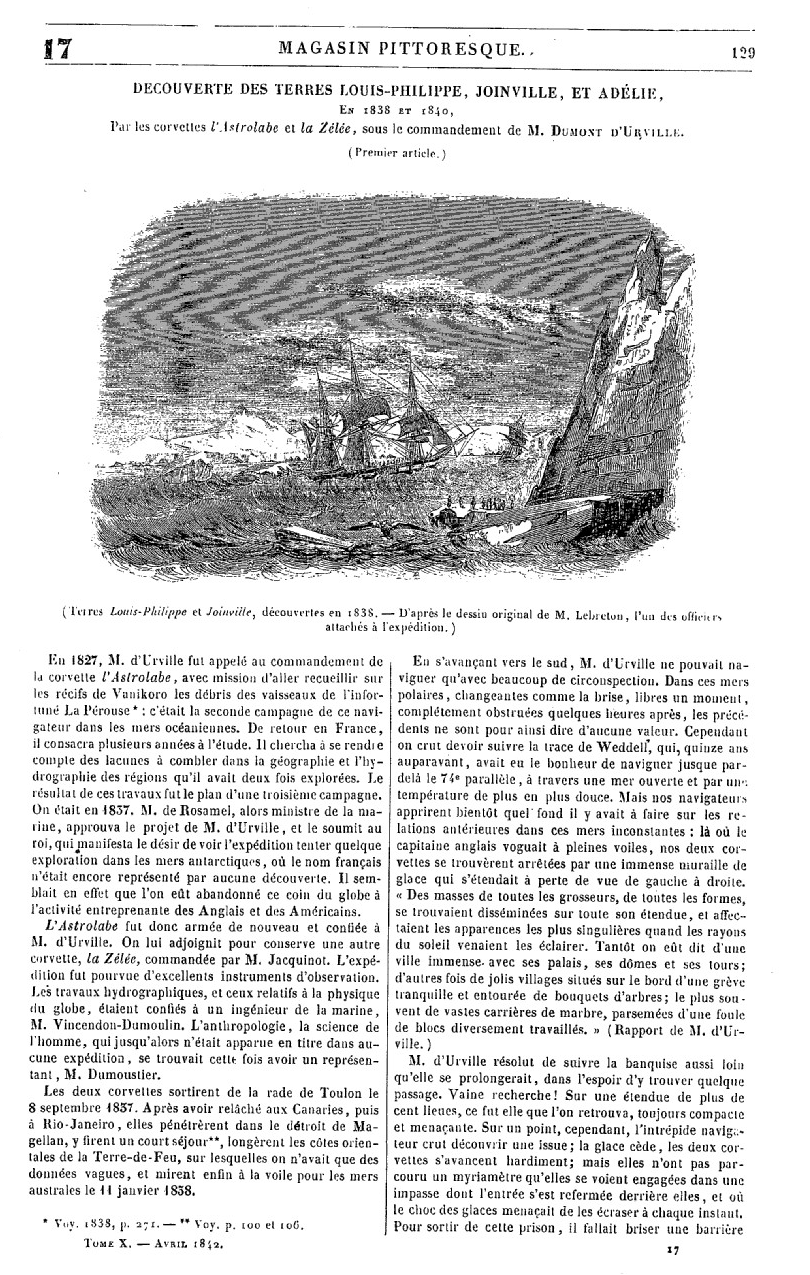
Artikel im Le Magasin pittoresque, 1842, Seite 129.
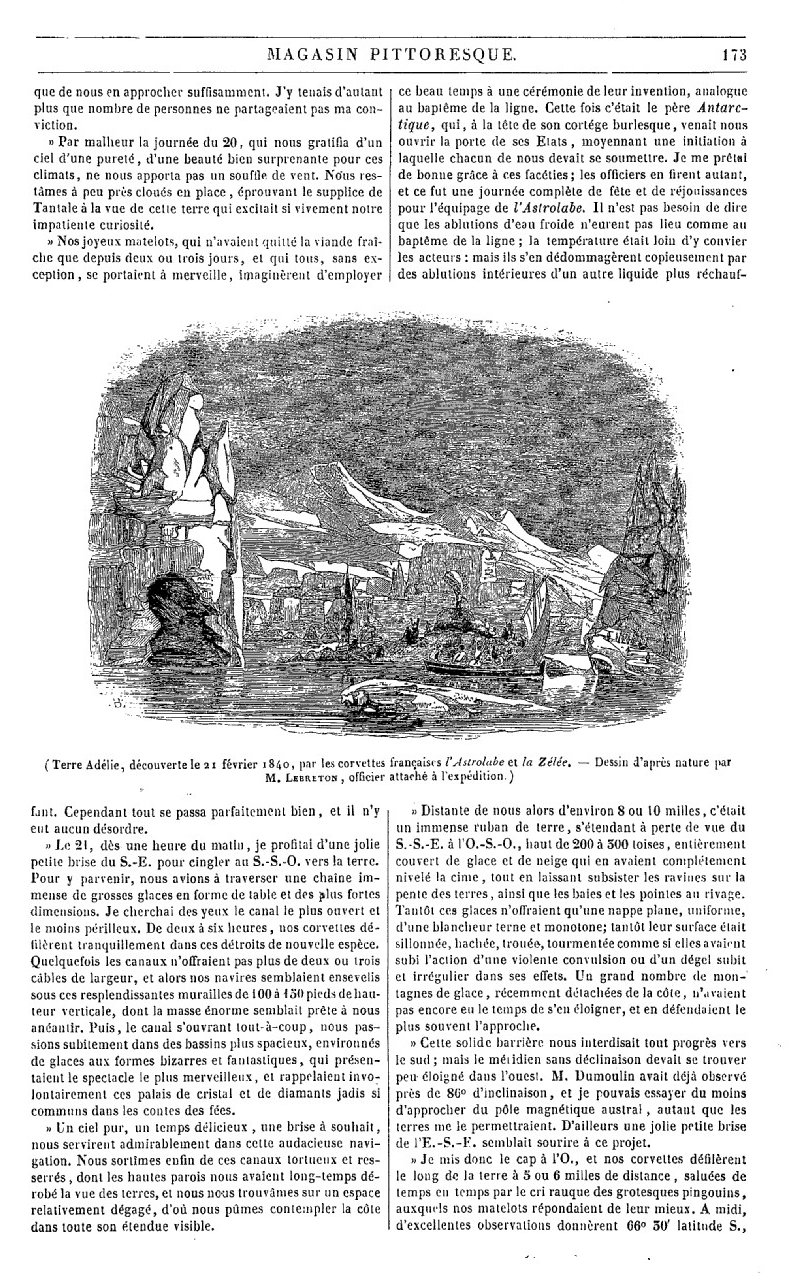
Artikel im Le Magasin pittoresque, 1842, Seite 173.